# سیارک ۱۰۰۱۱
سیارک ۱۰۰۱۱ (به انگلیسی: 10011 Avidzba، نامگذاری:1978QY1) ده هزار و یازدهمین سیارک کشف شده‌است که در ۳۱ اوت ۱۹۷۸ کشف شد.
قدر مطلق سیارک برابر ۱۴٫۰۰ است.